# Ciudad Real (tỉnh)
Ciudad Real là một tỉnh ở miền trung Tây Ban Nha, phía tây nam cộng đồng tự trị Castile-La Mancha. Tỉnh này giáp các tỉnh Cuenca, Albacete, Jaén, Córdoba, Badajoz, và Toledo. Thủ phủ là Ciudad Real.
Xem danh sách các đô thị tại Ciudad Real.
Vườn quốc gia Tablas de Daimiel nằm ở tỉnh Ciudad Real. Ngoài ra tỉnh này cũng có một phần vườn quốc gia Cabañeros chung với tỉnh Toledo.